# Skärmdump

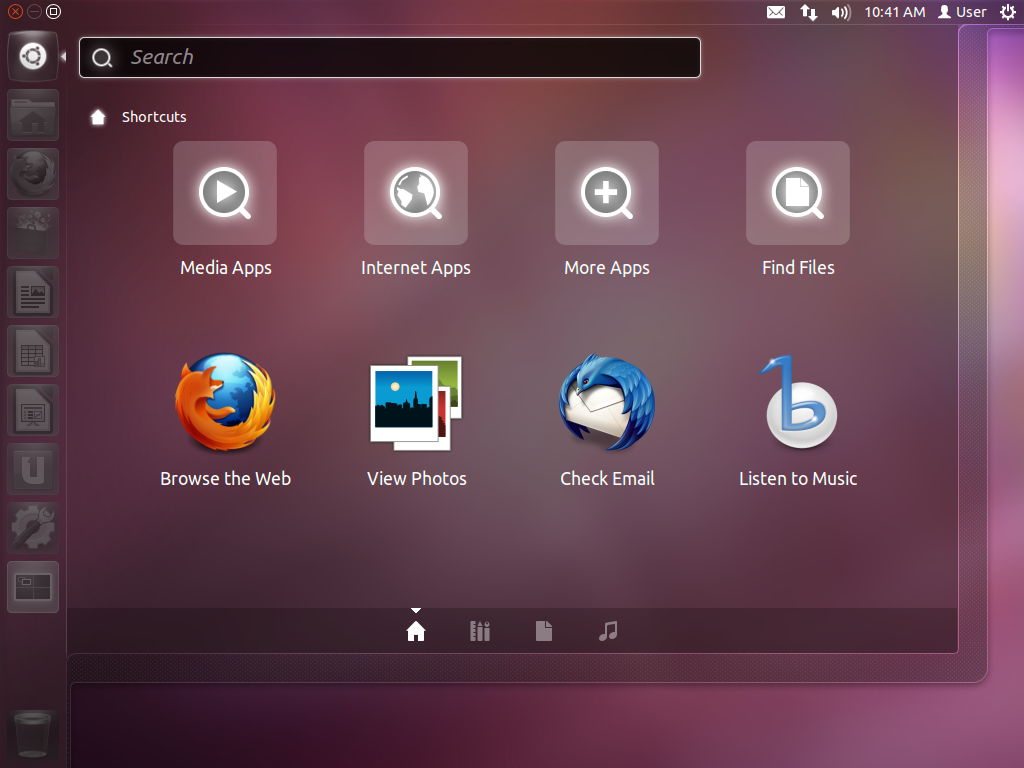
En skärmdump i operativsystemet Ubuntu.

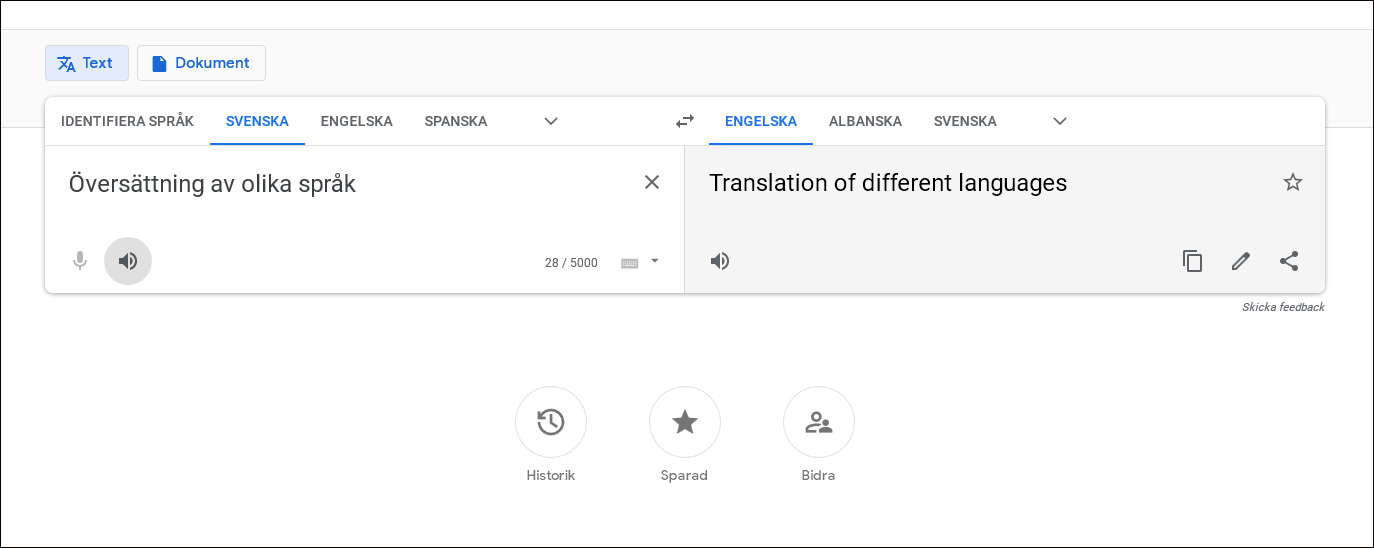
Skärmdump av Googles verktyg för översättning av över 100 språk.

Skärmdump, skärmbild eller skärmavbild (engelska: screenshot) är en digital bild som föreställer en hel, eller delar av en bildskärm vid ett givet ögonblick.
Print Screen-tangent (ofta förkortat prt scr) på ett tangentbord skrev tidigare ut skärmbilden på skrivaren LPT1. I Windows tar den istället en skärmdump. Genom att man håller inne ALT-knappen samtidigt som man trycker på print screen tas enbart skärmdump på det aktuella programmets fönster. Skärmdumpen sparas i datorns minne som ett urklipp.
För att spara, visa eller redigera skärmdumpen måste man klistra in den i ett annat program som kan hantera bilder, till exempel ett ritprogram eller ordbehandlingsprogram.
I Mac OS tar man en skärmdump genom att hålla nere kommando/äpple-knappen, skift-knappen och samtidigt trycka på siffran ”3” för att ta en skärmdump över hela skärmen. Det går även att ta en skärmdump över ett markerat område genom att samtidigt hålla nere kommando/äpple-knappen, skift-knappen och trycka på siffran ”4”. Man håller sedan ned musknappen och drar över det området man vill ta skärmdumpen. Skärmdumparna sparas vanligtvis på skrivbordet i PNG-format (inställningsbart).
Om man kör Windows på en dator med Mac-tangentbord använder man tangentkombinationen fn+Skift+F11 för att ta en skärmdump.
I IOS som Iphone och Ipad kan man ta en skärmdump genom att trycka på knapparna Hem + Sov/Vakna samtidigt.
På Android-enheter tar man skärmdumpar genom att trycka på Volym Ner + Ström eller Hem + Ström-knapparna samtidigt i 1–2 sekunder.
Vanligen används skärmdumpar för att visa hur ett program ser ut under körning, men de kan även användas för att spara bilder som av något skäl är svåra att spara på normalt sätt. Till exempel kan bilder på webbsidor vara uppbyggda av flera mindre bilder som lagts bredvid varandra. ”Spara bild”-funktionen vid högerklick kan också ha blockerats med hjälp av ett skript av den som programmerat sidan.
Vill man skapa en ny genväg för att tillverka skärmdumpar, kan man ladda ned något av ett antal specialprogram för ändamålet. Programmet används för att göra mer avancerade skärmdumpar, och stora företag som sysslar med bilder brukar använda sådana verktyg.
Termen skärmbild används ibland synonymt med skärmdump (kopia av bildskärmens innehåll) och ibland om förlagan (i text eller bild) till bildskärmens innehåll. Ett datorprogram kan vara organiserat i olika ”skärmbilder” (inmatningsformulär, menyer) för olika arbetsmoment.